# Ormosia mahabharatae
Ormosia mahabharatae is een tweevleugelige uit de familie steltmuggen (Limoniidae). De soort komt voor in het Oriëntaals gebied.